# Aquilegia viscosa
Aquilegia viscosa är en ranunkelväxtart. Aquilegia viscosa ingår i släktet aklejor, och familjen ranunkelväxter.

## Underarter
Arten delas in i följande underarter:
- A. v. apuana
- A. v. hirsutissima
- A. v. montsicciana
- A. v. viscosa
- A. v. decipiens